# Franciscus Parcovius
Franciscus Parcovius (Rostock, 29 de abril de 1560 — Helmstedt, 18 de junho de 1611) foi um médico e professor de Medicina e de Matemática da Universidade de Rostock. Também é referido por Franz Parcow, Francis Parcovius, Frantz Parcovius.
Recebeu seu grau de mestrado na Universidade de Rostock em 19 de Março de 1583.  Ele está intimamente ligado a Johannes Caselius (1533-1613), Henricus Brucaeus e ao humanista Nathan Chyträus (1543-1598), irmão do não menos renomado David Chyträus (1530-1600).  Este último o introduziu na Matemática e na Medicina e apoiou a sua candidatura à posição de professor de matemática em Helmstedt.  
Em 3 de Outubro de 1586 tornou-se Professor de Matemática da Universidade de Helmstedt em substituição a Magnus Pegelius (1547-c1619).  Em 31 de Agosto de 1590, ele graduou-se em Medicina e trocou o ensino da Matemática pelo ensino da Medicina.  A sua competência nesse campo era tão apreciada, que tornou-se médico particular de Heinrich Julius I, Duque de Braunschweig-Wolfenbüttel (1528-1589).
Ele foi também professor do médico alemão Johannes Freitagius (1581-1641)
Em 14 de Novembro de 1613, o jurista alemão Johann Wissel (1584-1656) se casou com Elisabeth Parcow (* 20 Abr 1592 † 5 Fev 1623), filha de Franciscus Parcovius.

## Obras
Muitos manuscritos de Parcovius estão agora extintos, mas todos eles tratam de questões médicas (pelas menos aquelas que foram catalogadas).
É, portanto, impossível no estágio atual da pesquisa, dizer muito sobre a sua atividade como matemático.
As suas aulas eram de certo modo elementares: em 1587, deu aulas a partir da aritmética vulgar de Gemma Frisius (1508-1555) (arithmetica vulgaris Gemma Frisii) e da Cosmografia de Johannes Honterus (1498-1549) (possivelmente a Rudimenta cosmographica).